# Roberto di Clermont
Roberto di Francia, meglio noto come Roberto di Clermont (1256 – 7 febbraio 1317), è stato conte di Clermont e signore di Borbone, e capostipite della Casa Capetingia di Borbone.

## Origine
Roberto, secondo la Histoire du Bourbonnais et des Bourbons qui l'ont possédé, Volume 1, era il figlio maschio sestogenito del re di Francia, Luigi IX il Santo, e di sua moglie, Margherita di Provenza, che, come riportato dal Vincentii Bellovacensis Memoriale Omnium Temporum era la figlia primogenita del conte di Provenza e conte di Forcalquier, Raimondo Berengario IV e della moglie (come risulta dalla cronaca del monaco benedettino inglese, cronista della storia inglese, Matteo Paris (1200 – 1259), quando descrive il matrimonio della figlia Eleonora con il re d'Inghilterra, Enrico III), Beatrice di Savoia (1206 – 1266).
Luigi IX il Santo era il quarto figlio del re di Francia, Luigi VIII e di Bianca di Castiglia, che era figlia del re di Castiglia Alfonso VIII e di Eleonora Plantageneta.

## Biografia
La Majus Chronicon Lemovicense riporta che Roberto nacque nel 1256 e che, fu fidanzato con la figlia del visconte di Limoges.
Prima di partire per la sua ultima Crociata, suo padre, nel 1269 lo creò conte di Clermont-en-Beauvaisis; poi, nel 1270, secondo il Chronicon Gaufredi Vosiensis, Luigi IX lo fidanzò con Maria, figlia unica ed erede del visconte Guido VI di Limoges e della moglie, Margherita, figlia del Duca di Borgogna, Ugo IV.
In quello stesso anno, all'età di quattordici anni, Roberto rimase orfano di padre, e già l'anno dopo (1271) fu al seguito del fratello, il nuovo re di Francia, Filippo III l'Ardito, comportandosi valorosamente contro il conte d'Armagnac e altri feudatari della Guienna.
L'anno successivo, nel 1272, Roberto prese moglie, ma secondo la Histoire du Bourbonnais et des Bourbons qui l'ont possédé, Volume 1, la vita in comune iniziò nel 1273 o 1274.
Nel 1279, durante un torneo ebbe la sfortuna di ricevere molti colpi alla testa, che lo fece sprofondare nella follia per il resto della sua vita; secondo la Histoire du Bourbonnais et des Bourbons qui l'ont possédé, Volume 1, Roberto avrebbe voluto vincere il torneo, rischiando anche la vita; nel Gesta Philippi Tertii Francorum Regis viene ricordato che, nel 1269, arrivò a Parigi suo cugino Carlo, Principe di Salerno, figlio di Carlo I d'Angiò, re di Sicilia e di Beatrice di Provenza; per l'occasione fu indetto da suo fratello Filippo III un torneo, a cui parteciparono molti nuovo cavalieri, tra cui Roberto che subì gravi lesioni alla testa, che lo condusse ad una situazione di totale amnesia. Ancora secondo la Histoire du Bourbonnais et des Bourbons qui l'ont possédé, Volume 1, Roberto si riprese fisicamente, ma mentalmente non si riprese completamente.
Nonostante questa situazione, Roberto fu membro del Consiglio reale, prima del fratello Filippo III e poi del nipote Filippo IV, ma probabilmente non ha avuto alcun ruolo a causa del suo stato mentale.
Sua suocera, Agnese di Borbone-Dampierre, che, nel 1277, si era risposata, in seconde nozze, con Roberto II d'Artois, figlio postumo di Roberto I, avrebbe voluto destinare al nuovo marito una parte dei beni che spettavano in eredità alla moglie di Roberto; Roberto si oppose e la causa fu presentata al parlamento che decretò che i beni rimanessero indivisi e che sarebbero andati alla moglie di Roberto, quando le sarebbe succeduta; la cause è del 1282 e Roberto e la moglie, nel 1288, divennero Signore di Borbone.
Roberto fu definitivamente riconosciuto signore di Borbone nel 1288, quindi, già conte di Clermont, si trovò anche erede della tradizione dei Borbone, assumendo appunto il titolo di Conte di Borbone e dando inizio al ramo collaterale capetingio dei Borbone di sangue reale. Nella sua contea operò in qualità di balivo Philippe de Beaumanoir.
Nel 1290, in ottemperanza alle disposizioni testamentarie di Giovanni di Borgogna-Borbone, padre di sua moglie Beatrice costruì l'ospedale Saint-Jacques de Moulins, poi distrutto nel 1793. 
Verso il 1310, Roberto, per conto di Filippo IV il Bello, negoziò un trattato con l'imperatore Enrico VII; nonostante che la sua firma fosse la prima il trattato fu negoziato da suo figlio Luigi e dal giovane figlio di Filippo IV il Bello, anche lui di nome Luigi, re di Navarra
Nel 1316, intervenne un'ultima volta sulla scena politica appoggiando suo pronipote Filippo di Poitiers ad ottenere la reggenza dopo la morte del fratello, il re di Francia, Luigi X.
Secondo la Chronique parisienne anonyme du XIVe siècle, deuxieme partie, Roberto morì nel 1317, al Bois de Vincennes e fu sepolto nella chiesa dei Frati Predicatori di Parigi.

## Matrimonio e discendenza
Nel 1272 sposò Beatrice di Borgogna-Borbone. Il matrimonio del sedicenne, Roberto fu celebrato a Clermont en Beauvaisis con la quindicenne, Beatrice, che, secondo la Histoire généalogique des ducs de Bourgogne de la maison de France, era l'unica figlia del conte di Charolais, Giovanni di Borgogna e della dama di Borbone, Agnese, che, ancora secondo la Histoire généalogique des ducs de Bourgogne de la maison de France, era la figlia secondogenita di Arcimbaldo IX, signore di Borbone; il matrimonio di Beatrice e Roberto è confermato dal Gesta Philippi Tertii Francorum Regis.
Roberto ebbe da Beatrice sei figli::
- Luigi (1278-1342), primo duca di Borbone[26], conte di Clermont e La Marche;
- Bianca (1281-1304), sposò Roberto VII d'Alvernia[27];
- Giovanni (1283-1322)[28], signore di Charolais;
- Maria (1285-1372), monaca a Poissy, come da documento n° 1014 dei Titres de la maison ducale de Bourbon, tome premier[29];
- Piero (1287-1330), Arcidiacono a Parigi, come da documento n° 114 b della Histoire des ducs de Bourbon et des comtes de Forez, Volume 3[30];
- Margherita (1289-1309), sposò Giovanni I, conte di Namur[31].

## Ascendenza
|                                    |                        |                           | Genitori                 |  |  | Nonni |  |  | Bisnonni              |  |  | Trisnonni            |  |
|                                    |                        |                           |                          |  |  |       |  |  | Filippo II di Francia |  |  | Luigi VII di Francia |  |
|                                    |                        |                           |                          |  |  |       |  |  | Filippo II di Francia |  |  | Luigi VII di Francia |  |
|                                    |                        | Adèle di Champagne        |                          |  |  |       |  |  | Filippo II di Francia |  |  |                      |  |
| Luigi VIII di Francia              |                        |                           |                          |  |  |       |  |  | Filippo II di Francia |  |  |                      |  |
|                                    |                        | Isabella di Hainaut       | Baldovino V di Hainaut   |  |  |       |  |  |                       |  |  |                      |  |
|                                    |                        | Isabella di Hainaut       | Baldovino V di Hainaut   |  |  |       |  |  |                       |  |  |                      |  |
|                                    |                        | Isabella di Hainaut       | Margherita I di Fiandra  |  |  |       |  |  |                       |  |  |                      |  |
| Luigi IX di Francia                |                        | Isabella di Hainaut       |                          |  |  |       |  |  |                       |  |  |                      |  |
|                                    |                        | Alfonso VIII di Castiglia | Sancho III di Castiglia  |  |  |       |  |  |                       |  |  |                      |  |
|                                    |                        | Alfonso VIII di Castiglia | Sancho III di Castiglia  |  |  |       |  |  |                       |  |  |                      |  |
|                                    |                        | Alfonso VIII di Castiglia | Bianca Garcés di Navarra |  |  |       |  |  |                       |  |  |                      |  |
| Bianca di Castiglia                |                        | Alfonso VIII di Castiglia |                          |  |  |       |  |  |                       |  |  |                      |  |
|                                    |                        | Eleonora d'Inghilterra    | Enrico II d'Inghilterra  |  |  |       |  |  |                       |  |  |                      |  |
|                                    |                        | Eleonora d'Inghilterra    | Enrico II d'Inghilterra  |  |  |       |  |  |                       |  |  |                      |  |
|                                    |                        | Eleonora d'Inghilterra    | Eleonora d'Aquitania     |  |  |       |  |  |                       |  |  |                      |  |
| Roberto di Clermont                |                        | Eleonora d'Inghilterra    |                          |  |  |       |  |  |                       |  |  |                      |  |
|                                    | Alfonso II di Provenza | Alfonso II d'Aragona      |                          |  |  |       |  |  |                       |  |  |                      |  |
|                                    | Alfonso II di Provenza | Alfonso II d'Aragona      |                          |  |  |       |  |  |                       |  |  |                      |  |
|                                    | Alfonso II di Provenza | Sancha di Castiglia       |                          |  |  |       |  |  |                       |  |  |                      |  |
| Raimondo Berengario IV di Provenza | Alfonso II di Provenza |                           |                          |  |  |       |  |  |                       |  |  |                      |  |
|                                    |                        | Garsenda di Provenza      | Renier de Sabran         |  |  |       |  |  |                       |  |  |                      |  |
|                                    |                        | Garsenda di Provenza      | Renier de Sabran         |  |  |       |  |  |                       |  |  |                      |  |
|                                    |                        | Garsenda di Provenza      | Garsenda di Forcalquier  |  |  |       |  |  |                       |  |  |                      |  |
| Margherita di Provenza             |                        | Garsenda di Provenza      |                          |  |  |       |  |  |                       |  |  |                      |  |
|                                    |                        | Tommaso I di Savoia       | Umberto III di Savoia    |  |  |       |  |  |                       |  |  |                      |  |
|                                    |                        | Tommaso I di Savoia       | Umberto III di Savoia    |  |  |       |  |  |                       |  |  |                      |  |
|                                    |                        | Tommaso I di Savoia       | Beatrice di Mâcon        |  |  |       |  |  |                       |  |  |                      |  |
| Beatrice di Savoia                 |                        | Tommaso I di Savoia       |                          |  |  |       |  |  |                       |  |  |                      |  |
|                                    |                        | Margherita di Ginevra     | Guglielmo I di Ginevra   |  |  |       |  |  |                       |  |  |                      |  |
|                                    |                        | Margherita di Ginevra     | Guglielmo I di Ginevra   |  |  |       |  |  |                       |  |  |                      |  |
|                                    |                        | Margherita di Ginevra     | Beatrice di Faucigny     |  |  |       |  |  |                       |  |  |                      |  |
|                                    |                        | Margherita di Ginevra     |                          |  |  |       |  |  |                       |  |  |                      |  |

### Fonti primarie
- (LA)  Monumenta Germaniae Historica, Scriptores, tomus XXIII.
- (LA)  (FR)  Titres de la maison ducale de Bourbon, tome premier
- (LA)  Recueil des historiens des Gaules et de la France. Tome 12.
- (LA)  Recueil des historiens des Gaules et de la France. Tome 20.
- (LA)  Recueil des historiens des Gaules et de la France. Tome 21.
- (LA)  Cartulaire du comté de Ponthieu.
- (FR)  Chronique parisienne anonyme du XIVe siècle.
- (FR)  Histoire des ducs de Bourbon et des comtes de Forez, Volume 3
- (LA)  Chronique parisienne anonyme du XIVe siècle.

### Letteratura storiografica
- (FR)  Histoire généalogique des ducs de Bourgogne de la maison de France.
- (FR)  #ES Histoire du Bourbonnais et des Bourbons qui l'ont possédé, Volume 1.